# Eleições legislativas de 2019 em Bragança

## Resultados Oficiais
| Partido                 | Partido                              | Votos  | %               | +/-   |
| ----------------------- | ------------------------------------ | ------ | --------------- | ----- |
|                         | Partido Social Democrata             | 6 279  | 40,12 / 100,00  | -     |
|                         | Partido Socialista                   | 5 515  | 35,24 / 100,00  | 0,08  |
|                         | Bloco de Esquerda                    | 1 177  | 7,52 / 100,00   | 0,87  |
|                         | CDS – Partido Popular                | 555    | 3,55 / 100,00   | -     |
|                         | CDU - Coligação Democrática Unitária | 357    | 2,28 / 100,00   | 1,04  |
|                         | Pessoas–Animais–Natureza             | 252    | 1,61 / 100,00   | 0,90  |
|                         | CHEGA!                               | 164    | 1,05 / 100,00   | Novo  |
|                         | Outros (com menos de 1,00%)          | 666    | 4,26 / 100,00   |       |
| Votos Inválidos         | Votos Inválidos                      | 684    | 4,37 / 100,00   | 0,51  |
| Total                   | Total                                | 15 649 | 100,00 / 100,00 |       |
| Eleitorado/Participação | Eleitorado/Participação              | 36 212 | 43,21 / 100,00  | 2,50  |
| Fonte                   | Fonte                                | [ 1 ]  | [ 1 ]           | [ 1 ] |

## Resultados por Freguesia
Os resultados seguintes referem-se aos partidos que obtiveram mais de 1,00% dos votos:
| Freguesia                       | %     | %     | %     | %     | %    | %    | %    | Votantes |
| Freguesia                       | PSD   | PS    | BE    | CDS   | CDU  | PAN  | CH   | Votantes |
| ------------------------------- | ----- | ----- | ----- | ----- | ---- | ---- | ---- | -------- |
| Alfaião                         | 54,05 | 35,14 | 1,80  | 1,80  | 1,80 | 0,90 | 0    | 111      |
| Aveleda e Rio de Onor           | 47,88 | 40,00 | 4,24  | 1,82  | 0,61 | 0,61 | 0    | 165      |
| Babe                            | 55,56 | 29,63 | 2,78  | 1,85  | 0,93 | 0    | 0    | 108      |
| Baçal                           | 50,20 | 25,10 | 8,24  | 3,14  | 1,18 | 1,57 | 1,18 | 255      |
| Carragosa                       | 42,57 | 31,68 | 12,87 | 4,95  | 0,99 | 0    | 0,99 | 101      |
| Castrelos e Carrazedo           | 60,63 | 17,32 | 3,15  | 6,30  | 0,79 | 0    | 2,36 | 127      |
| Castro de Avelãs                | 53,94 | 22,42 | 6,67  | 1,82  | 2,42 | 1,82 | 0    | 165      |
| Coelhoso                        | 62,13 | 27,81 | 1,78  | 1,78  | 0,59 | 0,59 | 0,59 | 169      |
| Donai                           | 47,35 | 31,42 | 7,96  | 2,21  | 1,33 | 0,44 | 1,33 | 226      |
| Espinhosela                     | 45,95 | 41,89 | 2,70  | 2,70  | 0    | 0    | 0,68 | 148      |
| França                          | 45,76 | 38,14 | 4,24  | 0,85  | 5,08 | 0    | 0    | 118      |
| Gimonde                         | 37,22 | 44,44 | 6,11  | 1,67  | 0    | 1,11 | 1,11 | 180      |
| Gondesende                      | 38,96 | 33,77 | 10,39 | 6,49  | 2,60 | 2,60 | 0    | 77       |
| Gostei                          | 37,82 | 38,90 | 5,70  | 4,66  | 4,15 | 1,04 | 0,52 | 193      |
| Grijó de Parada                 | 29,50 | 50,36 | 2,88  | 9,35  | 2,88 | 0    | 0,72 | 139      |
| Izeda,Calvelhe e Paradinha Nova | 35,77 | 42,82 | 6,57  | 3,89  | 1,46 | 0,49 | 1,95 | 411      |
| Macedo do Mato                  | 44,55 | 31,82 | 3,64  | 4,55  | 1,82 | 2,73 | 0    | 110      |
| Mós                             | 43,66 | 33,80 | 2,82  | 0     | 0    | 1,41 | 4,23 | 71       |
| Nogueira                        | 42,66 | 39,91 | 5,50  | 1,38  | 1,38 | 0,92 | 1,38 | 218      |
| Outeiro                         | 52,85 | 36,59 | 2,44  | 0,81  | 0    | 0    | 0,81 | 123      |
| Parada e Faílde                 | 39,35 | 41,29 | 6,45  | 3,87  | 1,61 | 0,65 | 0,97 | 310      |
| Parâmio                         | 35,29 | 47,06 | 5,88  | 2,35  | 4,71 | 0    | 0    | 85       |
| Pinela                          | 62,26 | 20,75 | 3,77  | 2,83  | 1,89 | 0    | 1,89 | 106      |
| Quintanilha                     | 29,13 | 48,82 | 5,51  | 3,94  | 3,15 | 0,79 | 0    | 127      |
| Quintela de Lampaças            | 41,24 | 37,11 | 9,28  | 4,12  | 2,06 | 2,06 | 0    | 97       |
| Rabal                           | 49,04 | 23,08 | 1,92  | 6,73  | 8,65 | 0,96 | 0    | 104      |
| Rebordainhos e Pombares         | 58,10 | 31,43 | 2,86  | 2,86  | 0    | 1,90 | 0    | 105      |
| Rebordãos                       | 45,97 | 30,33 | 3,79  | 3,79  | 2,37 | 3,32 | 1,42 | 211      |
| Rio Frio e Milhão               | 53,42 | 28,21 | 6,84  | 2,99  | 0    | 0    | 0    | 234      |
| Salsas                          | 50,35 | 31,91 | 2,84  | 2,84  | 1,42 | 0    | 0,71 | 141      |
| Samil                           | 45,99 | 31,12 | 8,02  | 3,52  | 1,17 | 0,78 | 1,57 | 511      |
| Santa Comba de Rossas           | 37,69 | 43,08 | 7,69  | 4,62  | 1,54 | 0,77 | 0    | 130      |
| São Julião de Palácios e Deilão | 61,62 | 23,24 | 2,70  | 4,32  | 1,08 | 0    | 1,08 | 185      |
| São Pedro de Sarracenos         | 39,79 | 37,70 | 4,71  | 4,71  | 1,57 | 2,62 | 2,09 | 191      |
| Sé, Santa Maria e Meixedo       | 36,19 | 35,96 | 8,87  | 3,56  | 2,73 | 2,12 | 1,13 | 9 483    |
| Sendas                          | 69,92 | 14,63 | 3,25  | 1,63  | 0,81 | 0    | 0    | 123      |
| Serapicos                       | 48,54 | 30,10 | 0,97  | 7,77  | 0,97 | 0    | 0,97 | 103      |
| Sortes                          | 29,73 | 43,24 | 10,81 | 3,60  | 1,80 | 0,90 | 0,90 | 111      |
| Zoio                            | 49,35 | 27,27 | 3,90  | 10,39 | 0    | 0    | 1,30 | 77       |
| Bragança                        | 40,12 | 35,24 | 7,52  | 3,55  | 2,28 | 1,61 | 1,05 | 15 649   |

#### Alfaião
| Partido                 | Partido                              | Votos | %               | +/-  |
| ----------------------- | ------------------------------------ | ----- | --------------- | ---- |
|                         | Partido Social Democrata             | 60    | 54,05 / 100,00  | -    |
|                         | Partido Socialista                   | 39    | 35,14 / 100,00  | 4,11 |
|                         | Bloco de Esquerda                    | 2     | 1,80 / 100,00   | 4,23 |
|                         | CDU - Coligação Democrática Unitária | 2     | 1,80 / 100,00   | 0,94 |
|                         | CDS – Partido Popular                | 2     | 1,80 / 100,00   | -    |
|                         | Outros (com menos de 1,00%)          | 3     | 2,70 / 100,00   |      |
| Votos Inválidos         | Votos Inválidos                      | 3     | 2,70 / 100,00   | 0,98 |
| Total                   | Total                                | 111   | 100,00 / 100,00 |      |
| Eleitorado/Participação | Eleitorado/Participação              | 192   | 57,81 / 100,00  | 2,57 |

#### Aveleda e Rio de Onor
| Partido                 | Partido                     | Votos | %               | +/-  |
| ----------------------- | --------------------------- | ----- | --------------- | ---- |
|                         | Partido Social Democrata    | 79    | 47,88 / 100,00  | -    |
|                         | Partido Socialista          | 66    | 40,00 / 100,00  | 2,92 |
|                         | Bloco de Esquerda           | 7     | 4,24 / 100,00   | 1,43 |
|                         | CDS – Partido Popular       | 3     | 1,82 / 100,00   | -    |
|                         | Outros (com menos de 1,00%) | 5     | 3,03 / 100,00   |      |
| Votos Inválidos         | Votos Inválidos             | 5     | 3,03 / 100,00   | 0,90 |
| Total                   | Total                       | 165   | 100,00 / 100,00 |      |
| Eleitorado/Participação | Eleitorado/Participação     | 412   | 40,05 / 100,00  | 0,13 |

#### Babe
| Partido                 | Partido                     | Votos | %               | +/-  |
| ----------------------- | --------------------------- | ----- | --------------- | ---- |
|                         | Partido Social Democrata    | 60    | 55,56 / 100,00  | -    |
|                         | Partido Socialista          | 32    | 29,63 / 100,00  | 6,32 |
|                         | Bloco de Esquerda           | 3     | 2,78 / 100,00   | 0,52 |
|                         | CDS – Partido Popular       | 2     | 1,85 / 100,00   | -    |
|                         | LIVRE                       | 2     | 1,85 / 100,00   | 0,35 |
|                         | Outros (com menos de 1,00%) | 3     | 2,78 / 100,00   |      |
| Votos Inválidos         | Votos Inválidos             | 6     | 5,55 / 100,00   | 1,79 |
| Total                   | Total                       | 108   | 100,00 / 100,00 |      |
| Eleitorado/Participação | Eleitorado/Participação     | 316   | 34,18 / 100,00  | 4,92 |

#### Baçal
| Partido                 | Partido                              | Votos | %               | +/-  |
| ----------------------- | ------------------------------------ | ----- | --------------- | ---- |
|                         | Partido Social Democrata             | 128   | 50,20 / 100,00  | -    |
|                         | Partido Socialista                   | 64    | 25,10 / 100,00  | 0,83 |
|                         | Bloco de Esquerda                    | 21    | 8,24 / 100,00   | 0,09 |
|                         | CDS – Partido Popular                | 8     | 3,14 / 100,00   | -    |
|                         | Pessoas–Animais–Natureza             | 4     | 1,57 / 100,00   | 1,20 |
|                         | Aliança                              | 4     | 1,57 / 100,00   | Novo |
|                         | CDU - Coligação Democrática Unitária | 3     | 1,18 / 100,00   | 0,81 |
|                         | CHEGA!                               | 3     | 1,18 / 100,00   | Novo |
|                         | Outros (com menos de 1,00%)          | 6     | 2,35 / 100,00   |      |
| Votos Inválidos         | Votos Inválidos                      | 14    | 5,49 / 100,00   | 1,05 |
| Total                   | Total                                | 255   | 100,00 / 100,00 |      |
| Eleitorado/Participação | Eleitorado/Participação              | 531   | 48,02 / 100,00  | 1,43 |

#### Carragosa
| Partido                 | Partido                     | Votos | %               | +/-   |
| ----------------------- | --------------------------- | ----- | --------------- | ----- |
|                         | Partido Social Democrata    | 43    | 42,57 / 100,00  | -     |
|                         | Partido Socialista          | 32    | 31,68 / 100,00  | 13,18 |
|                         | Bloco de Esquerda           | 13    | 12,87 / 100,00  | 7,26  |
|                         | CDS – Partido Popular       | 5     | 4,95 / 100,00   | -     |
|                         | Outros (com menos de 1,00%) | 3     | 2,97 / 100,00   |       |
| Votos Inválidos         | Votos Inválidos             | 5     | 4,95 / 100,00   | 0,28  |
| Total                   | Total                       | 101   | 100,00 / 100,00 |       |
| Eleitorado/Participação | Eleitorado/Participação     | 250   | 40,40 / 100,00  | 0,02  |

#### Castrelos e Carrazedo
| Partido                 | Partido                     | Votos | %               | +/-  |
| ----------------------- | --------------------------- | ----- | --------------- | ---- |
|                         | Partido Social Democrata    | 77    | 60,63 / 100,00  | -    |
|                         | Partido Socialista          | 22    | 17,32 / 100,00  | 2,00 |
|                         | CDS – Partido Popular       | 8     | 6,30 / 100,00   | -    |
|                         | Bloco de Esquerda           | 4     | 3,15 / 100,00   | 0,08 |
|                         | CHEGA!                      | 3     | 2,36 / 100,00   | Novo |
|                         | Outros (com menos de 1,00%) | 7     | 5,51 / 100,00   |      |
| Votos Inválidos         | Votos Inválidos             | 6     | 4,72 / 100,00   | 4,15 |
| Total                   | Total                       | 127   | 100,00 / 100,00 |      |
| Eleitorado/Participação | Eleitorado/Participação     | 269   | 47,21 / 100,00  | 4,60 |

#### Castro de Avelãs
| Partido                 | Partido                                         | Votos | %               | +/-  |
| ----------------------- | ----------------------------------------------- | ----- | --------------- | ---- |
|                         | Partido Social Democrata                        | 89    | 53,94 / 100,00  | -    |
|                         | Partido Socialista                              | 37    | 22,42 / 100,00  | 1,14 |
|                         | Bloco de Esquerda                               | 11    | 6,67 / 100,00   | 3,10 |
|                         | CDU - Coligação Democrática Unitária            | 4     | 2,42 / 100,00   | 1,85 |
|                         | CDS – Partido Popular                           | 3     | 1,82 / 100,00   | -    |
|                         | Pessoas–Animais–Natureza                        | 3     | 1,82 / 100,00   | 1,25 |
|                         | LIVRE                                           | 3     | 1,82 / 100,00   | 1,25 |
|                         | Reagir Incluir Reciclar                         | 2     | 1,21 / 100,00   | Novo |
|                         | Partido Comunista dos Trabalhadores Portugueses | 2     | 1,21 / 100,00   | 0,64 |
|                         | Outros (com menos de 1,00%)                     | 3     | 1,82 / 100,00   |      |
| Votos Inválidos         | Votos Inválidos                                 | 8     | 4,85 / 100,00   | 3,13 |
| Total                   | Total                                           | 165   | 100,00 / 100,00 |      |
| Eleitorado/Participação | Eleitorado/Participação                         | 347   | 47,55 / 100,00  | 5,82 |

#### Coelhoso
| Partido                 | Partido                     | Votos | %               | +/-  |
| ----------------------- | --------------------------- | ----- | --------------- | ---- |
|                         | Partido Social Democrata    | 105   | 62,13 / 100,00  | -    |
|                         | Partido Socialista          | 47    | 27,81 / 100,00  | 0,63 |
|                         | Bloco de Esquerda           | 3     | 1,78 / 100,00   | 0,75 |
|                         | CDS – Partido Popular       | 3     | 1,78 / 100,00   | -    |
|                         | Outros (com menos de 1,00%) | 5     | 2,96 / 100,00   |      |
| Votos Inválidos         | Votos Inválidos             | 6     | 3,55 / 100,00   | 2,01 |
| Total                   | Total                       | 169   | 100,00 / 100,00 |      |
| Eleitorado/Participação | Eleitorado/Participação     | 483   | 34,99 / 100,00  | 3,32 |

#### Donai
| Partido                 | Partido                              | Votos | %               | +/-  |
| ----------------------- | ------------------------------------ | ----- | --------------- | ---- |
|                         | Partido Social Democrata             | 107   | 47,35 / 100,00  | -    |
|                         | Partido Socialista                   | 71    | 31,42 / 100,00  | 1,86 |
|                         | Bloco de Esquerda                    | 18    | 7,96 / 100,00   | 3,03 |
|                         | CDS – Partido Popular                | 5     | 2,21 / 100,00   | -    |
|                         | CDU - Coligação Democrática Unitária | 3     | 1,33 / 100,00   | 0,15 |
|                         | CHEGA!                               | 3     | 1,33 / 100,00   | Novo |
|                         | Iniciativa Liberal                   | 3     | 1,33 / 100,00   | Novo |
|                         | Outros (com menos de 1,00%)          | 7     | 3,10 / 100,00   |      |
| Votos Inválidos         | Votos Inválidos                      | 9     | 3,98 / 100,00   | 1,52 |
| Total                   | Total                                | 226   | 100,00 / 100,00 |      |
| Eleitorado/Participação | Eleitorado/Participação              | 457   | 49,45 / 100,00  | 2,89 |

#### Espisonhela
| Partido                 | Partido                     | Votos | %               | +/-  |
| ----------------------- | --------------------------- | ----- | --------------- | ---- |
|                         | Partido Social Democrata    | 68    | 45,95 / 100,00  | -    |
|                         | Partido Socialista          | 62    | 41,89 / 100,00  | 5,05 |
|                         | Bloco de Esquerda           | 4     | 2,70 / 100,00   | 0,81 |
|                         | CDS – Partido Popular       | 4     | 2,70 / 100,00   | -    |
|                         | Aliança                     | 2     | 1,35 / 100,00   | Novo |
|                         | Outros (com menos de 1,00%) | 3     | 2,03 / 100,00   |      |
| Votos Inválidos         | Votos Inválidos             | 5     | 3,38 / 100,00   | 2,22 |
| Total                   | Total                       | 148   | 100,00 / 100,00 |      |
| Eleitorado/Participação | Eleitorado/Participação     | 270   | 54,81 / 100,00  | 1,04 |

#### França
| Partido                 | Partido                              | Votos | %               | +/-   |
| ----------------------- | ------------------------------------ | ----- | --------------- | ----- |
|                         | Partido Social Democrata             | 54    | 45,76 / 100,00  | -     |
|                         | Partido Socialista                   | 45    | 38,14 / 100,00  | 12,85 |
|                         | CDU - Coligação Democrática Unitária | 6     | 5,08 / 100,00   | 2,73  |
|                         | Bloco de Esquerda                    | 5     | 4,24 / 100,00   | 3,41  |
|                         | Aliança                              | 2     | 1,69 / 100,00   | Novo  |
|                         | Outros (com menos de 1,00%)          | 3     | 2,54 / 100,00   |       |
| Votos Inválidos         | Votos Inválidos                      | 3     | 2,54 / 100,00   | 1,36  |
| Total                   | Total                                | 118   | 100,00 / 100,00 |       |
| Eleitorado/Participação | Eleitorado/Participação              | 290   | 40,69 / 100,00  | 8,16  |

#### Gimonde
| Partido                 | Partido                     | Votos | %               | +/-   |
| ----------------------- | --------------------------- | ----- | --------------- | ----- |
|                         | Partido Socialista          | 80    | 44,44 / 100,00  | 16,80 |
|                         | Partido Social Democrata    | 67    | 37,22 / 100,00  | -     |
|                         | Bloco de Esquerda           | 11    | 6,11 / 100,00   | 0,93  |
|                         | CDS – Partido Popular       | 3     | 1,67 / 100,00   | -     |
|                         | Pessoas–Animais–Natureza    | 2     | 1,11 / 100,00   | 0,10  |
|                         | CHEGA!                      | 2     | 1,11 / 100,00   | Novo  |
|                         | Reagir Incluir Reciclar     | 2     | 1,11 / 100,00   | Novo  |
|                         | Partido Nacional Renovador  | 2     | 1,11 / 100,00   | 1,11  |
|                         | Outros (com menos de 1,00%) | 1     | 0,56 / 100,00   |       |
| Votos Inválidos         | Votos Inválidos             | 10    | 5,56 / 100,00   | 2,04  |
| Total                   | Total                       | 180   | 100,00 / 100,00 |       |
| Eleitorado/Participação | Eleitorado/Participação     | 397   | 45,34 / 100,00  | 4,91  |

#### Gondosende
| Partido                 | Partido                                     | Votos | %               | +/-  |
| ----------------------- | ------------------------------------------- | ----- | --------------- | ---- |
|                         | Partido Social Democrata                    | 30    | 38,96 / 100,00  | -    |
|                         | Partido Socialista                          | 26    | 33,77 / 100,00  | 6,85 |
|                         | Bloco de Esquerda                           | 8     | 10,39 / 100,00  | 0,77 |
|                         | CDS – Partido Popular                       | 5     | 6,49 / 100,00   | -    |
|                         | CDU - Coligação Democrática Unitária        | 2     | 2,60 / 100,00   | 0,28 |
|                         | Pessoas–Animais–Natureza                    | 2     | 2,60 / 100,00   | 2,60 |
|                         | Partido Unido dos Reformados e Pensionistas | 2     | 2,60 / 100,00   | -    |
|                         | Iniciativa Liberal                          | 1     | 1,30 / 100,00   | Novo |
|                         | Nós, Cidadãos!                              | 1     | 1,30 / 100,00   | 1,30 |
|                         | Outros (com menos de 1,00%)                 | 0     | 0,00 / 100,00   |      |
| Votos Inválidos         | Votos Inválidos                             | 0     | 0,00 / 100,00   | 5,77 |
| Total                   | Total                                       | 77    | 100,00 / 100,00 |      |
| Eleitorado/Participação | Eleitorado/Participação                     | 188   | 40,96 / 100,00  | 7,64 |

#### Gostei
| Partido                 | Partido                              | Votos | %               | +/-  |
| ----------------------- | ------------------------------------ | ----- | --------------- | ---- |
|                         | Partido Socialista                   | 77    | 39,90 / 100,00  | 9,68 |
|                         | Partido Social Democrata             | 73    | 37,82 / 100,00  | -    |
|                         | Bloco de Esquerda                    | 11    | 5,70 / 100,00   | 1,26 |
|                         | CDS – Partido Popular                | 9     | 4,66 / 100,00   | -    |
|                         | CDU - Coligação Democrática Unitária | 8     | 4,15 / 100,00   | 1,04 |
|                         | Aliança                              | 3     | 1,55 / 100,00   | Novo |
|                         | Pessoas–Animais–Natureza             | 2     | 1,04 / 100,00   | 0,60 |
|                         | Nós, Cidadãos!                       | 2     | 1,04 / 100,00   | 0,60 |
|                         | Outros (com menos de 1,00%)          | 3     | 1,55 / 100,00   |      |
| Votos Inválidos         | Votos Inválidos                      | 5     | 2,59 / 100,00   | 1,41 |
| Total                   | Total                                | 193   | 100,00 / 100,00 |      |
| Eleitorado/Participação | Eleitorado/Participação              | 443   | 43,57 / 100,00  | 3,50 |

#### Grijó de Parada
| Partido                 | Partido                              | Votos | %               | +/-   |
| ----------------------- | ------------------------------------ | ----- | --------------- | ----- |
|                         | Partido Socialista                   | 70    | 50,36 / 100,00  | 20,61 |
|                         | Partido Social Democrata             | 41    | 29,50 / 100,00  | -     |
|                         | CDS – Partido Popular                | 13    | 9,35 / 100,00   | -     |
|                         | Bloco de Esquerda                    | 4     | 2,88 / 100,00   | 0,92  |
|                         | CDU - Coligação Democrática Unitária | 4     | 2,88 / 100,00   | 4,71  |
|                         | Iniciativa Liberal                   | 2     | 1,44 / 100,00   | Novo  |
|                         | Outros (com menos de 1,00%)          | 2     | 1,44 / 100,00   |       |
| Votos Inválidos         | Votos Inválidos                      | 3     | 2,16 / 100,00   | 3,54  |
| Total                   | Total                                | 139   | 100,00 / 100,00 |       |
| Eleitorado/Participação | Eleitorado/Participação              | 364   | 38,19 / 100,00  | 1,41  |

#### Izeda, Calvelhe e Paradinha Nova
| Partido                 | Partido                              | Votos | %               | +/-  |
| ----------------------- | ------------------------------------ | ----- | --------------- | ---- |
|                         | Partido Socialista                   | 176   | 42,82 / 100,00  | 4,29 |
|                         | Partido Social Democrata             | 147   | 35,77 / 100,00  | -    |
|                         | Bloco de Esquerda                    | 27    | 6,57 / 100,00   | 2,15 |
|                         | CDS – Partido Popular                | 16    | 3,89 / 100,00   | -    |
|                         | CHEGA!                               | 8     | 1,95 / 100,00   | Novo |
|                         | CDU - Coligação Democrática Unitária | 6     | 1,46 / 100,00   | 0,22 |
|                         | Outros (com menos de 1,00%)          | 13    | 3,17 / 100,00   |      |
| Votos Inválidos         | Votos Inválidos                      | 18    | 4,38 / 100,00   | 0,25 |
| Total                   | Total                                | 411   | 100,00 / 100,00 |      |
| Eleitorado/Participação | Eleitorado/Participação              | 1 189 | 34,57 / 100,00  | 2,42 |

#### Macedo do Mato
| Partido                 | Partido                                         | Votos | %               | +/-  |
| ----------------------- | ----------------------------------------------- | ----- | --------------- | ---- |
|                         | Partido Social Democrata                        | 49    | 44,55 / 100,00  | -    |
|                         | Partido Socialista                              | 35    | 31,82 / 100,00  | 1,46 |
|                         | CDS – Partido Popular                           | 5     | 4,55 / 100,00   | -    |
|                         | Bloco de Esquerda                               | 4     | 3,64 / 100,00   | 0,82 |
|                         | Pessoas–Animais–Natureza                        | 3     | 2,73 / 100,00   | 2,73 |
|                         | CDU - Coligação Democrática Unitária            | 2     | 1,82 / 100,00   | 6,22 |
|                         | Partido Comunista dos Trabalhadores Portugueses | 2     | 1,82 / 100,00   | 1,82 |
|                         | Partido Unido dos Reformados e Pensionistas     | 2     | 1,82 / 100,00   | -    |
|                         | Partido Trabalhista Português                   | 2     | 1,82 / 100,00   | -    |
|                         | Outros (com menos de 1,00%)                     | 1     | 0,91 / 100,00   |      |
| Votos Inválidos         | Votos Inválidos                                 | 5     | 4,55 / 100,00   | 0,98 |
| Total                   | Total                                           | 110   | 100,00 / 100,00 |      |
| Eleitorado/Participação | Eleitorado/Participação                         | 281   | 39,15 / 100,00  | 1,05 |

#### Mós
| Partido                 | Partido                                     | Votos | %               | +/-  |
| ----------------------- | ------------------------------------------- | ----- | --------------- | ---- |
|                         | Partido Social Democrata                    | 31    | 43,66 / 100,00  | -    |
|                         | Partido Socialista                          | 24    | 33,80 / 100,00  | 5,23 |
|                         | CHEGA!                                      | 3     | 4,23 / 100,00   | Novo |
|                         | Bloco de Esquerda                           | 2     | 2,82 / 100,00   | 3,67 |
|                         | Pessoas–Animais–Natureza                    | 1     | 1,41 / 100,00   | 0,11 |
|                         | Partido Unido dos Reformados e Pensionistas | 1     | 1,41 / 100,00   | -    |
|                         | Partido Trabalhista Português               | 1     | 1,41 / 100,00   | -    |
|                         | Outros (com menos de 1,00%)                 | 0     | 0,00 / 100,00   |      |
| Votos Inválidos         | Votos Inválidos                             | 8     | 11,26 / 100,00  | 3,47 |
| Total                   | Total                                       | 71    | 100,00 / 100,00 |      |
| Eleitorado/Participação | Eleitorado/Participação                     | 260   | 27,31 / 100,00  | 2,31 |

#### Nogueira
| Partido                 | Partido                              | Votos | %               | +/-  |
| ----------------------- | ------------------------------------ | ----- | --------------- | ---- |
|                         | Partido Social Democrata             | 93    | 42,66 / 100,00  | -    |
|                         | Partido Socialista                   | 87    | 39,91 / 100,00  | 1,34 |
|                         | Bloco de Esquerda                    | 12    | 5,50 / 100,00   | 0,44 |
|                         | CDU - Coligação Democrática Unitária | 3     | 1,38 / 100,00   | 0,95 |
|                         | CDS – Partido Popular                | 3     | 1,38 / 100,00   | -    |
|                         | CHEGA!                               | 3     | 1,38 / 100,00   | Novo |
|                         | Outros (com menos de 1,00%)          | 8     | 3,66 / 100,00   |      |
| Votos Inválidos         | Votos Inválidos                      | 9     | 4,12 / 100,00   | 1,78 |
| Total                   | Total                                | 218   | 100,00 / 100,00 |      |
| Eleitorado/Participação | Eleitorado/Participação              | 480   | 45,42 / 100,00  | 6,39 |

#### Outeiro
| Partido                 | Partido                     | Votos | %               | +/-  |
| ----------------------- | --------------------------- | ----- | --------------- | ---- |
|                         | Partido Social Democrata    | 65    | 52,85 / 100,00  | -    |
|                         | Partido Socialista          | 45    | 36,59 / 100,00  | 6,06 |
|                         | Bloco de Esquerda           | 3     | 2,44 / 100,00   | 1,24 |
|                         | Outros (com menos de 1,00%) | 5     | 4,07 / 100,00   |      |
| Votos Inválidos         | Votos Inválidos             | 5     | 4,07 / 100,00   | 1,86 |
| Total                   | Total                       | 123   | 100,00 / 100,00 |      |
| Eleitorado/Participação | Eleitorado/Participação     | 316   | 38,92 / 100,00  | 0,85 |

#### Parada e Faílde
| Partido                 | Partido                              | Votos | %               | +/-  |
| ----------------------- | ------------------------------------ | ----- | --------------- | ---- |
|                         | Partido Socialista                   | 128   | 41,29 / 100,00  | 0,63 |
|                         | Partido Social Democrata             | 122   | 39,35 / 100,00  | -    |
|                         | Bloco de Esquerda                    | 20    | 6,45 / 100,00   | 4,40 |
|                         | CDS – Partido Popular                | 12    | 3,87 / 100,00   | -    |
|                         | CDU - Coligação Democrática Unitária | 5     | 1,61 / 100,00   | 1,46 |
|                         | Outros (com menos de 1,00%)          | 12    | 3,87 / 100,00   |      |
| Votos Inválidos         | Votos Inválidos                      | 11    | 3,55 / 100,00   | 1,00 |
| Total                   | Total                                | 310   | 100,00 / 100,00 |      |
| Eleitorado/Participação | Eleitorado/Participação              | 861   | 36,00 / 100,00  | 5,86 |

#### Parâmio
| Partido                 | Partido                              | Votos | %               | +/-   |
| ----------------------- | ------------------------------------ | ----- | --------------- | ----- |
|                         | Partido Socialista                   | 40    | 47,06 / 100,00  | 7,89  |
|                         | Partido Social Democrata             | 30    | 35,29 / 100,00  | -     |
|                         | Bloco de Esquerda                    | 5     | 5,88 / 100,00   | 1,71  |
|                         | CDU - Coligação Democrática Unitária | 4     | 4,71 / 100,00   | 1,38  |
|                         | CDS – Partido Popular                | 2     | 2,35 / 100,00   | -     |
|                         | Partido Trabalhista Português        | 1     | 1,18 / 100,00   | -     |
|                         | Outros (com menos de 1,00%)          | 0     | 0,00 / 100,00   |       |
| Votos Inválidos         | Votos Inválidos                      | 3     | 3,53 / 100,00   | 0,19  |
| Total                   | Total                                | 85    | 100,00 / 100,00 |       |
| Eleitorado/Participação | Eleitorado/Participação              | 257   | 33,07 / 100,00  | 10,10 |

#### Pinela
| Partido                 | Partido                              | Votos | %               | +/-  |
| ----------------------- | ------------------------------------ | ----- | --------------- | ---- |
|                         | Partido Social Democrata             | 66    | 62,26 / 100,00  | -    |
|                         | Partido Socialista                   | 22    | 20,75 / 100,00  | 4,47 |
|                         | Bloco de Esquerda                    | 4     | 3,77 / 100,00   | 0,29 |
|                         | CDS – Partido Popular                | 3     | 2,83 / 100,00   | -    |
|                         | CDU - Coligação Democrática Unitária | 2     | 1,89 / 100,00   | 1,59 |
|                         | CHEGA!                               | 2     | 1,89 / 100,00   | Novo |
|                         | Outros (com menos de 1,00%)          | 3     | 2,83 / 100,00   |      |
| Votos Inválidos         | Votos Inválidos                      | 4     | 3,77 / 100,00   | 3,19 |
| Total                   | Total                                | 106   | 100,00 / 100,00 |      |
| Eleitorado/Participação | Eleitorado/Participação              | 321   | 33,02 / 100,00  | 1,31 |

#### Quintanilha
| Partido                 | Partido                              | Votos | %               | +/-  |
| ----------------------- | ------------------------------------ | ----- | --------------- | ---- |
|                         | Partido Socialista                   | 62    | 48,82 / 100,00  | 4,56 |
|                         | Partido Social Democrata             | 37    | 29,13 / 100,00  | -    |
|                         | Bloco de Esquerda                    | 7     | 5,51 / 100,00   | 1,25 |
|                         | CDS – Partido Popular                | 5     | 3,94 / 100,00   | -    |
|                         | CDU - Coligação Democrática Unitária | 4     | 3,15 / 100,00   | 1,58 |
|                         | Outros (com menos de 1,00%)          | 3     | 2,36 / 100,00   |      |
| Votos Inválidos         | Votos Inválidos                      | 9     | 7,09 / 100,00   | 4,38 |
| Total                   | Total                                | 127   | 100,00 / 100,00 |      |
| Eleitorado/Participação | Eleitorado/Participação              | 249   | 51,00 / 100,00  | 3,61 |

#### Quintela de Lampaças
| Partido                 | Partido                                         | Votos | %               | +/-  |
| ----------------------- | ----------------------------------------------- | ----- | --------------- | ---- |
|                         | Partido Social Democrata                        | 40    | 41,24 / 100,00  | -    |
|                         | Partido Socialista                              | 36    | 37,11 / 100,00  | 3,02 |
|                         | Bloco de Esquerda                               | 9     | 9,28 / 100,00   | 5,49 |
|                         | CDS – Partido Popular                           | 4     | 4,12 / 100,00   | -    |
|                         | CDU - Coligação Democrática Unitária            | 2     | 2,06 / 100,00   | 0,21 |
|                         | Pessoas–Animais–Natureza                        | 2     | 2,06 / 100,00   | 2,06 |
|                         | Partido Comunista dos Trabalhadores Portugueses | 1     | 1,03 / 100,00   | 1,03 |
|                         | Outros (com menos de 1,00%)                     | 0     | 0,00 / 100,00   |      |
| Votos Inválidos         | Votos Inválidos                                 | 3     | 3,09 / 100,00   | 0,82 |
| Total                   | Total                                           | 97    | 100,00 / 100,00 |      |
| Eleitorado/Participação | Eleitorado/Participação                         | 281   | 34,52 / 100,00  | 8,76 |

#### Rabal
| Partido                 | Partido                                         | Votos | %               | +/-  |
| ----------------------- | ----------------------------------------------- | ----- | --------------- | ---- |
|                         | Partido Social Democrata                        | 51    | 49,04 / 100,00  | -    |
|                         | Partido Socialista                              | 24    | 23,08 / 100,00  | 6,55 |
|                         | CDU - Coligação Democrática Unitária            | 9     | 8,65 / 100,00   | 3,75 |
|                         | CDS – Partido Popular                           | 7     | 6,73 / 100,00   | -    |
|                         | Partido Comunista dos Trabalhadores Portugueses | 3     | 2,88 / 100,00   | 1,23 |
|                         | Bloco de Esquerda                               | 2     | 1,92 / 100,00   | 0,27 |
|                         | Outros (com menos de 1,00%)                     | 3     | 2,88 / 100,00   |      |
| Votos Inválidos         | Votos Inválidos                                 | 5     | 4,80 / 100,00   | 1,81 |
| Total                   | Total                                           | 104   | 100,00 / 100,00 |      |
| Eleitorado/Participação | Eleitorado/Participação                         | 255   | 40,78 / 100,00  | 3,54 |

#### Rebordainhos e Pombares
| Partido                 | Partido                     | Votos | %               | +/-  |
| ----------------------- | --------------------------- | ----- | --------------- | ---- |
|                         | Partido Social Democrata    | 61    | 58,10 / 100,00  | -    |
|                         | Partido Socialista          | 33    | 31,43 / 100,00  | 7,95 |
|                         | Bloco de Esquerda           | 3     | 2,86 / 100,00   | 0,62 |
|                         | CDS – Partido Popular       | 3     | 2,86 / 100,00   | -    |
|                         | Pessoas–Animais–Natureza    | 2     | 1,90 / 100,00   | 1,90 |
|                         | Outros (com menos de 1,00%) | 1     | 0,95 / 100,00   |      |
| Votos Inválidos         | Votos Inválidos             | 2     | 1,90 / 100,00   | 0,16 |
| Total                   | Total                       | 105   | 100,00 / 100,00 |      |
| Eleitorado/Participação | Eleitorado/Participação     | 248   | 42,34 / 100,00  | 2,76 |

#### Rebordãos
| Partido                 | Partido                              | Votos | %               | +/-  |
| ----------------------- | ------------------------------------ | ----- | --------------- | ---- |
|                         | Partido Social Democrata             | 97    | 45,97 / 100,00  | -    |
|                         | Partido Socialista                   | 64    | 30,33 / 100,00  | 6,21 |
|                         | Bloco de Esquerda                    | 8     | 3,79 / 100,00   | 1,47 |
|                         | CDS – Partido Popular                | 8     | 3,79 / 100,00   | -    |
|                         | Pessoas–Animais–Natureza             | 7     | 3,32 / 100,00   | 2,88 |
|                         | CDU - Coligação Democrática Unitária | 5     | 2,37 / 100,00   | 1,05 |
|                         | CHEGA!                               | 3     | 1,42 / 100,00   | Novo |
|                         | Outros (com menos de 1,00%)          | 6     | 2,84 / 100,00   |      |
| Votos Inválidos         | Votos Inválidos                      | 13    | 6,16 / 100,00   | 0,46 |
| Total                   | Total                                | 211   | 100,00 / 100,00 |      |
| Eleitorado/Participação | Eleitorado/Participação              | 561   | 37,61 / 100,00  | 2,46 |

#### Rio Frio e Milhão
| Partido                 | Partido                     | Votos | %               | +/-  |
| ----------------------- | --------------------------- | ----- | --------------- | ---- |
|                         | Partido Social Democrata    | 125   | 53,42 / 100,00  | -    |
|                         | Partido Socialista          | 66    | 28,21 / 100,00  | 1,41 |
|                         | Bloco de Esquerda           | 16    | 6,84 / 100,00   | 1,46 |
|                         | CDS – Partido Popular       | 7     | 2,99 / 100,00   | -    |
|                         | Partido Nacional Renovador  | 3     | 1,28 / 100,00   | 1,28 |
|                         | Outros (com menos de 1,00%) | 4     | 1,71 / 100,00   |      |
| Votos Inválidos         | Votos Inválidos             | 13    | 5,56 / 100,00   | 2,48 |
| Total                   | Total                       | 234   | 100,00 / 100,00 |      |
| Eleitorado/Participação | Eleitorado/Participação     | 410   | 57,07 / 100,00  | 0,84 |

#### Salsas
| Partido                 | Partido                              | Votos | %               | +/-  |
| ----------------------- | ------------------------------------ | ----- | --------------- | ---- |
|                         | Partido Social Democrata             | 71    | 50,35 / 100,00  | -    |
|                         | Partido Socialista                   | 45    | 31,91 / 100,00  | 5,65 |
|                         | Bloco de Esquerda                    | 4     | 2,84 / 100,00   | 0,05 |
|                         | CDS – Partido Popular                | 4     | 2,84 / 100,00   | -    |
|                         | Reagir Incluir Reciclar              | 3     | 2,13 / 100,00   | Novo |
|                         | CDU - Coligação Democrática Unitária | 2     | 1,42 / 100,00   | 0,86 |
|                         | Partido Democrático Republicano      | 2     | 1,42 / 100,00   | 0,86 |
|                         | Nós, Cidadãos!                       | 2     | 1,42 / 100,00   | 1,42 |
|                         | Outros (com menos de 1,00%)          | 2     | 1,42 / 100,00   |      |
| Votos Inválidos         | Votos Inválidos                      | 6     | 4,26 / 100,00   | 0,76 |
| Total                   | Total                                | 141   | 100,00 / 100,00 |      |
| Eleitorado/Participação | Eleitorado/Participação              | 441   | 31,97 / 100,00  | 4,26 |

#### Samil
| Partido                 | Partido                              | Votos | %               | +/-  |
| ----------------------- | ------------------------------------ | ----- | --------------- | ---- |
|                         | Partido Social Democrata             | 235   | 45,99 / 100,00  | -    |
|                         | Partido Socialista                   | 159   | 31,12 / 100,00  | 9,77 |
|                         | Bloco de Esquerda                    | 41    | 8,02 / 100,00   | 0,28 |
|                         | CDS – Partido Popular                | 18    | 3,52 / 100,00   | -    |
|                         | CHEGA!                               | 8     | 1,57 / 100,00   | Novo |
|                         | CDU - Coligação Democrática Unitária | 6     | 1,17 / 100,00   | 1,87 |
|                         | Outros (com menos de 1,00%)          | 19    | 3,72 / 100,00   |      |
| Votos Inválidos         | Votos Inválidos                      | 25    | 4,89 / 100,00   | 0,37 |
| Total                   | Total                                | 511   | 100,00 / 100,00 |      |
| Eleitorado/Participação | Eleitorado/Participação              | 1 077 | 47,45 / 100,00  | 3,74 |

#### Santa Comba de Rossas
| Partido                 | Partido                              | Votos | %               | +/-  |
| ----------------------- | ------------------------------------ | ----- | --------------- | ---- |
|                         | Partido Socialista                   | 56    | 43,08 / 100,00  | 6,72 |
|                         | Partido Social Democrata             | 49    | 37,69 / 100,00  | -    |
|                         | Bloco de Esquerda                    | 10    | 7,69 / 100,00   | 3,35 |
|                         | CDS – Partido Popular                | 6     | 4,62 / 100,00   | -    |
|                         | CDU - Coligação Democrática Unitária | 2     | 1,54 / 100,00   | 0,41 |
|                         | Outros (com menos de 1,00%)          | 2     | 1,54 / 100,00   |      |
| Votos Inválidos         | Votos Inválidos                      | 5     | 3,85 / 100,00   | 1,25 |
| Total                   | Total                                | 130   | 100,00 / 100,00 |      |
| Eleitorado/Participação | Eleitorado/Participação              | 358   | 36,31 / 100,00  | 4,87 |

#### São Julião de Palácios e Deilão
| Partido                 | Partido                              | Votos | %               | +/-  |
| ----------------------- | ------------------------------------ | ----- | --------------- | ---- |
|                         | Partido Social Democrata             | 114   | 61,62 / 100,00  | -    |
|                         | Partido Socialista                   | 43    | 23,24 / 100,00  | 9,84 |
|                         | CDS – Partido Popular                | 8     | 4,32 / 100,00   | -    |
|                         | Bloco de Esquerda                    | 5     | 2,70 / 100,00   | 2,22 |
|                         | CDU - Coligação Democrática Unitária | 2     | 1,08 / 100,00   | 0,60 |
|                         | CHEGA!                               | 2     | 1,08 / 100,00   | Novo |
|                         | LIVRE                                | 2     | 1,08 / 100,00   | 0,60 |
|                         | Outros (com menos de 1,00%)          | 3     | 1,62 / 100,00   |      |
| Votos Inválidos         | Votos Inválidos                      | 6     | 3,24 / 100,00   | 1,55 |
| Total                   | Total                                | 185   | 100,00 / 100,00 |      |
| Eleitorado/Participação | Eleitorado/Participação              | 552   | 33,51 / 100,00  | 1,73 |

#### São Pedro de Sarracenos
| Partido                 | Partido                              | Votos | %               | +/-  |
| ----------------------- | ------------------------------------ | ----- | --------------- | ---- |
|                         | Partido Social Democrata             | 76    | 39,79 / 100,00  | -    |
|                         | Partido Socialista                   | 72    | 37,70 / 100,00  | 3,88 |
|                         | Bloco de Esquerda                    | 9     | 4,71 / 100,00   | 8,33 |
|                         | CDS – Partido Popular                | 9     | 4,71 / 100,00   | -    |
|                         | Pessoas–Animais–Natureza             | 5     | 2,62 / 100,00   | 1,17 |
|                         | CHEGA!                               | 4     | 2,09 / 100,00   | Novo |
|                         | CDU - Coligação Democrática Unitária | 3     | 1,57 / 100,00   | 0,36 |
|                         | Iniciativa Liberal                   | 2     | 1,05 / 100,00   | Novo |
|                         | Aliança                              | 2     | 1,05 / 100,00   | Novo |
|                         | Partido Nacional Renovador           | 2     | 1,05 / 100,00   | 1,05 |
|                         | Outros (com menos de 1,00%)          | 0     | 0,00 / 100,00   |      |
| Votos Inválidos         | Votos Inválidos                      | 7     | 3,67 / 100,00   | 1,16 |
| Total                   | Total                                | 191   | 100,00 / 100,00 |      |
| Eleitorado/Participação | Eleitorado/Participação              | 362   | 52,76 / 100,00  | 1,86 |

#### Sé, Santa Maria e Meixedo
| Partido                 | Partido                              | Votos  | %               | +/-  |
| ----------------------- | ------------------------------------ | ------ | --------------- | ---- |
|                         | Partido Social Democrata             | 3 432  | 36,19 / 100,00  | -    |
|                         | Partido Socialista                   | 3 410  | 35,96 / 100,00  | 1,94 |
|                         | Bloco de Esquerda                    | 841    | 8,87 / 100,00   | 1,24 |
|                         | CDS – Partido Popular                | 338    | 3,56 / 100,00   | -    |
|                         | CDU - Coligação Democrática Unitária | 259    | 2,73 / 100,00   | 1,31 |
|                         | Pessoas–Animais–Natureza             | 201    | 2,12 / 100,00   | 1,15 |
|                         | Aliança                              | 130    | 1,37 / 100,00   | Novo |
|                         | CHEGA!                               | 107    | 1,13 / 100,00   | Novo |
|                         | Outros (com menos de 1,00%)          | 349    | 3,68 / 100,00   |      |
| Votos Inválidos         | Votos Inválidos                      | 416    | 4,38 / 100,00   | 0,48 |
| Total                   | Total                                | 9 483  | 100,00 / 100,00 |      |
| Eleitorado/Participação | Eleitorado/Participação              | 21 243 | 44,64 / 100,00  | 2,51 |

#### Sendas
| Partido                 | Partido                                         | Votos | %               | +/-  |
| ----------------------- | ----------------------------------------------- | ----- | --------------- | ---- |
|                         | Partido Social Democrata                        | 86    | 69,92 / 100,00  | -    |
|                         | Partido Socialista                              | 18    | 14,63 / 100,00  | 0,15 |
|                         | Bloco de Esquerda                               | 4     | 3,25 / 100,00   | 0,64 |
|                         | Partido Comunista dos Trabalhadores Portugueses | 3     | 2,44 / 100,00   | 0,17 |
|                         | CDS – Partido Popular                           | 2     | 1,63 / 100,00   | -    |
|                         | Outros (com menos de 1,00%)                     | 6     | 4,88 / 100,00   |      |
| Votos Inválidos         | Votos Inválidos                                 | 4     | 3,26 / 100,00   | 1,09 |
| Total                   | Total                                           | 123   | 100,00 / 100,00 |      |
| Eleitorado/Participação | Eleitorado/Participação                         | 205   | 60,00 / 100,00  | 9,56 |

#### Serapicos
| Partido                 | Partido                     | Votos | %               | +/-  |
| ----------------------- | --------------------------- | ----- | --------------- | ---- |
|                         | Partido Social Democrata    | 50    | 48,54 / 100,00  | -    |
|                         | Partido Socialista          | 31    | 30,10 / 100,00  | 4,69 |
|                         | CDS – Partido Popular       | 8     | 7,77 / 100,00   | -    |
|                         | Outros (com menos de 1,00%) | 6     | 5,83 / 100,00   |      |
| Votos Inválidos         | Votos Inválidos             | 8     | 7,77 / 100,00   | 2,85 |
| Total                   | Total                       | 103   | 100,00 / 100,00 |      |
| Eleitorado/Participação | Eleitorado/Participação     | 330   | 31,21 / 100,00  | 5,54 |

#### Sortes
| Partido                 | Partido                              | Votos | %               | +/-  |
| ----------------------- | ------------------------------------ | ----- | --------------- | ---- |
|                         | Partido Socialista                   | 48    | 43,24 / 100,00  | 3,55 |
|                         | Partido Social Democrata             | 33    | 29,73 / 100,00  | -    |
|                         | Bloco de Esquerda                    | 12    | 10,81 / 100,00  | 0,64 |
|                         | CDS – Partido Popular                | 4     | 3,60 / 100,00   | -    |
|                         | CDU - Coligação Democrática Unitária | 2     | 1,80 / 100,00   | 1,80 |
|                         | Outros (com menos de 1,00%)          | 5     | 4,50 / 100,00   |      |
| Votos Inválidos         | Votos Inválidos                      | 7     | 6,30 / 100,00   | 3,25 |
| Total                   | Total                                | 111   | 100,00 / 100,00 |      |
| Eleitorado/Participação | Eleitorado/Participação              | 303   | 36,63 / 100,00  | 4,96 |

#### Zoio
| Partido                 | Partido                         | Votos | %               | +/-  |
| ----------------------- | ------------------------------- | ----- | --------------- | ---- |
|                         | Partido Social Democrata        | 38    | 49,35 / 100,00  | -    |
|                         | Partido Socialista              | 21    | 27,27 / 100,00  | 5,29 |
|                         | CDS – Partido Popular           | 8     | 10,39 / 100,00  | -    |
|                         | Bloco de Esquerda               | 3     | 3,90 / 100,00   | 0,50 |
|                         | Partido Democrático Republicano | 2     | 2,60 / 100,00   | 1,50 |
|                         | CHEGA!                          | 1     | 1,30 / 100,00   | Novo |
|                         | Outros (com menos de 1,00%)     | 0     | 0,00 / 100,00   |      |
| Votos Inválidos         | Votos Inválidos                 | 4     | 5,20 / 100,00   | 3,00 |
| Total                   | Total                           | 77    | 100,00 / 100,00 |      |
| Eleitorado/Participação | Eleitorado/Participação         | 163   | 47,24 / 100,00  | 1,05 |